# Julius Stettenheim
Julius Stettenheim (né le 2 novembre 1831 à Hambourg et mort le 30 octobre 1916 à Lichterfelde) est un écrivain hambourgeois.

## Biographie
Son père est marchand d'art. Stettenheim fait un apprentissage commercial et, après la mort de son père, étudie la littérature, la philosophie et l'histoire à l'université Frédéric-Guillaume de Berlin de 1857 à 1860. Même lorsqu'il est étudiant, il écrit des comédies, des farces et des pièces musicales. Il retourne à Hambourg en 1860 et fonde le journal humoristique et satirique Hamburger Wespen en 1862, titré Berliner Wespen à partir de 1868 et Deutsche Wespen à partir de 1891.
En 1867, il s'installe à Berlin. Il travaille pour Kladderadatsch et d'autres journaux et magazines et, depuis 1893, il est rédacteur en chef du « Wippchen », un supplément du « Kleinen Journal ». Il est cofondateur de la Scène libre (de), ce qui ne l'empêche pas de se moquer du naturalisme dans des satires et des parodies (Fuhrmann Henschel (de)). Avec son esprit, il écrit également des aphorismes (Nase- und andere Weisheiten, 1904). Son éditeur Wippchen est célèbre, qui livre des reportages de guerre fictifs sur les événements de guerre réels de l'époque depuis l'idyllique Bernau, près de Berlin. Stettenheim découvre les qualités poétiques du douanier Karl Anton Theodor Rethwisch (de). Il publie ses poèmes « germano-danois » dans l'Hamburger Wespen. Son édition complète, compilée en 1865, est réimprimée en 1914
Un petit-fils de Stettenheim est Curt Valentin (de), qui dirige une galerie d'art à New York à partir de 1937

## Œuvres (en sélection)
- Der Untergang der Welt oder: Berliner am dreizehnten Juni 1857. Posse mit Gesang in einem Akt. Kolbe, Berlin 1857. (Digitalisat)
- Die letzte Fahrt. Liederspiel in 1 Akt. Heinrich, Berlin 1859. (Digitalisat)
- Ein gefälliger Mensch. Posse mit Gesang in einem Akt. Heinrich, Berlin 1859. (Digitalisat)
- Ungebetene Gäste. Posse mit Gesang in 1 Akt. Guthschmidt, Berlin 1860 (Digitalisat)
- Der Judenfresser. Ein „Wohl bekomm’s“. Hambourg 1862. (Digitalisat)
- Das große Loos, oder: Was man sich von Seeger erzählt. Posse mit Gesang in zwei Abtheilungen.Kolbe, Berlin 1862. (Digitalisat)
- Der schöne Don Carlos. Opera buffa, mit theilweiser Benutzung eines vorhandenen Stoffes und vorhandener Melodien, in zwei Abtheilungen. Hoffmann, Berlin 1868.
- Die Berliner Wespen im Aquarium. Berlin 1869.
- Lohengrin. Humoreske in 3 Gesängen (nach Richard Wagner’s Oper). Hofmann, Berlin 1859.
- Wippchens sämmtliche Berichte, 16 Volumes. 1878–1903.
- Schultze und Müller auf der Weltausstellung in Paris 1878. Humoristische Reisebilder. Hofmann, Berlin 1878.
- Schultze und Müller auf der Berliner Gewerbe-Ausstellung. Humoristische Skizzen. Hofmann, Berlin 1879.
- Muckenich’s Reden und Thaten. Berlin, Leipzig 1885. Digitalisat im Projekt Gutenberg
- Unter vier Augen. Besuche des eigenen Interviewers. Friedrich, Berlin 1885. Kommentierte Neuausgabe 2016,  (ISBN 978-3-7411-1000-9)
- Bulgarische Krone gefällig? Allen denen, welche Ja sagen wollen, als Warnung gewidmet von Julius Stettenheim. Inhalt: Der Trompeter von Säkkingen oder Die Lösung der bulgarischen Frage. - Muckenich und Bulgarien. – Zur Lösung der brennenden Frage. Bulgarisches Allerlei. Freund, Leipzig 1888.
- Ein Kistchen Monopol-Cigarren. S. Fischer, Berlin 1889.
- Wippchens charmante Scharmützel. In Erinnerung gebracht von Siegfried Lenz u. Egon Schramm. Hoffmann und Campe, Hambourg 1983.
- Brodlose Künste. Fischer, Berlin 1890.
- Welche Frau ist die Beste? Conitzer, Berlin 1890.
- Humor und Komik. Steinitz, Berlin 1891.
- Wippchen in Chicago. Fischer, Berlin 1893.
- Sauer macht lustig! Ein Körbchen aus der Weinfabrik. Fischer, Berlin 1894.
- Ein lustig Buch. Steinitz, Berlin 1894.
- Humoresken und Satiren. Freund & Jeckel, Berlin 1896.
- Heitere Erinnerungen. S. Fischer, Berlin 1896. Neuausgabe 2012,  (ISBN 978-3-8472-6743-0)
- Heiteres Allerlei. Humoristisch-satirische Feuilletons. Freund & Jeckel, Berlin 1898. Kommentierte Neuausgabe 2016,  (ISBN 978-1-5334-7619-7)
- Das Lied von der versunkenen Glocke und andere Parodien. Simson, Charlottenbourg 1898.
- Der moderne Knigge. Leitfaden durch das Jahr und durch die Gesellschaft.  Hofmann, Berlin 1899; Digitalisat. zeno.org
- Lustige Gesellschaft. Komische Vorträge und humoristische Vorlesungen. Paetel, Berlin 1900.
- ‘s Unterbrettl. Buntes Parodie- und Travestie-Theater 1 : Fuhrmann Henschel.Hofmann, Berlin 1901.
- Nase- und andere Weisheiten. Fontane, Berlin 1904.
- Die Ballmutter und andere Typen der Gesellschaft. Amateur-Photographien. Fontane, Berlin 1904.
- Tierisches – Allzumenschliches. Fabeln. Fontane, Berlin 1905.
- Der Hausierer. Seemann, Berlin/Leipzig 1908.
- Humoristische Vorträge für gesellige Kreise. Neufeld & Henius, Berlin 1908.
- Wippchens Tage- und Nachtbuch mit etwas Autobiographischen des Verfassers: Allerlei Erlebtes. Pan-Verlag, Berlin 1911.
- Die Kanonen machten: Bum! Bum! Nur lauter. Stephenson, Leipzig/Vienne 1924.